# Kame

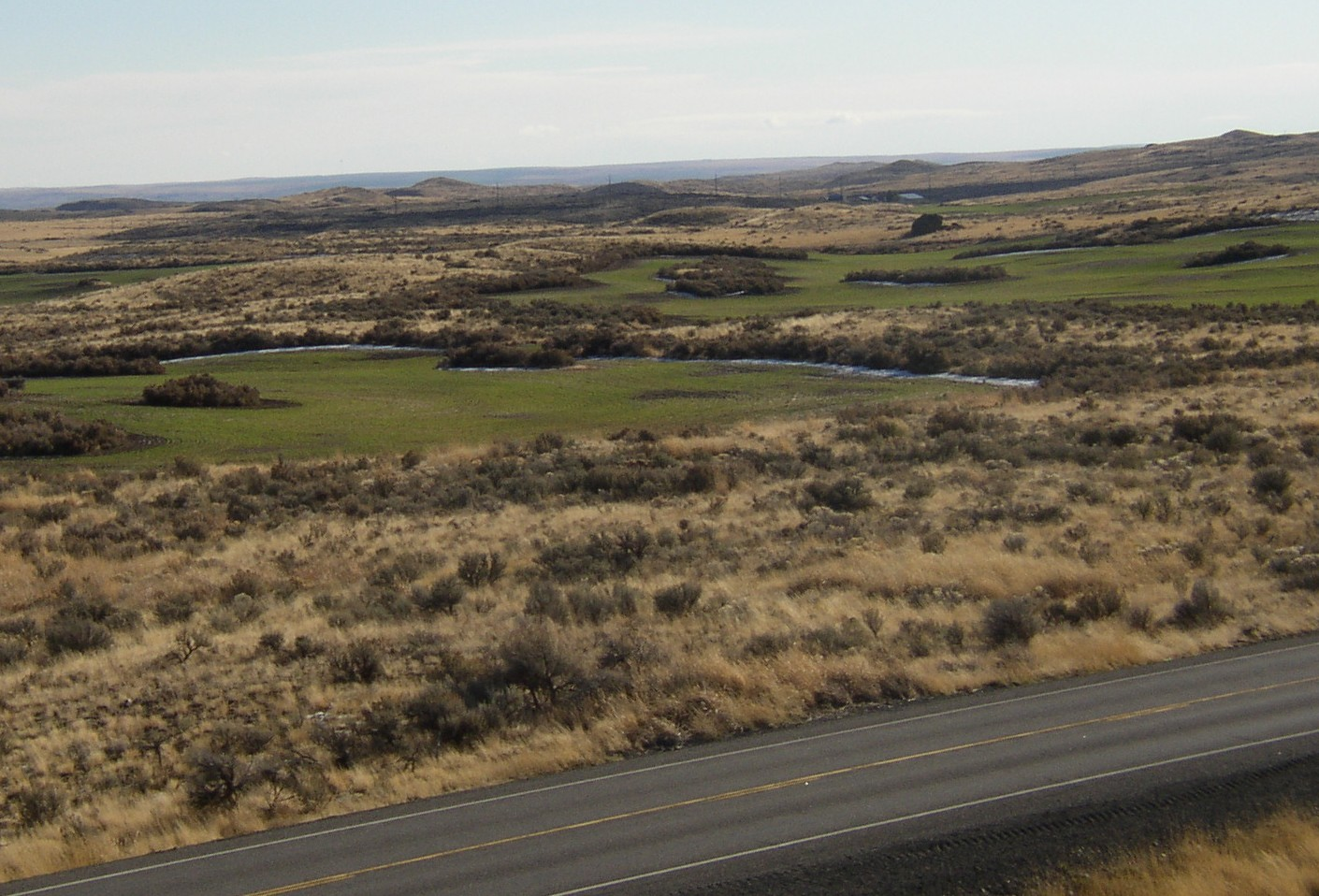
Kame-ek Washington államban; USA

A kame (skót kaim; hajlat, meredek oldalú domb) egy periglaciális felhalmozódási forma, amely az eljegesedések végén visszahúzódó jégárak peremvidékein maradt vissza a mai Észak-Amerika és Észak-Európa több vidékén is. Többnyire kis dombvonulatok, delta-formák vagy kis halmok.

## Keletkezés és összetétel
A kame-ek az eljegesedés maximumai után keletkeznek, amikor a már mozdulatlan jégárak olvadásnak indultak és belőlük ún. holtjégtömbök szakadtak le. Az olvadó jégtakarók vize a jégár által szállított kőzetet jellegzetes kame-formákban rakta le jégperemi területeken. A jégmezők elolvadása után hátramaradt felhalmozódási formákat kame-eknek nevezzük.

A kame-ek belső szerkezete folyóvízi eredetet mutat. A bennük uralkodó anyag a kavics, a homok és az iszap. A rosszul osztályzott hordalékot tartalmazó kame-eket minden bizonnyal gyors folyású olvadékvizek hagyták hátra. Egyes kame-ekben agyagcsíkok is megfigyelhetőek, ami lassan áramló vízre utal.
A kaméket gyakran tévesztik össze drumlinekkel. A kettő közötti különbséget a kialakulásuk körülményei jelentik. Míg a drumlin a jégmező alatt, addig a kame a jégmező szélén kialakult forma.

## Formakincs
A kame-eknek nevezett dombok igen változatos formákban jelennek meg. Több típust különböztetünk meg egymástól:
- Kis méretű kame-dombok – minden esetben csoportosan fordulnak elő. Talán a jégtakaró mélyedéseiben lerakódott hordalék maradt hátra ilyen formában.
- Lapos tetejű kame-ek – minden esetben magányosan fordulnak elő. Kiterjedésük akár 10 km²is lehet, ezeket kame-platónak hívják.
- Kame-vonulat – Az Ózokkal rokon jelenség. A kame-vonulatokban egymással több párhuzamos dombvonulatot találunk, amelyeknek a magassága 10-30 méter között váltakozik.
- Kame-terasz – Lejtők, magasabb térszínek lábaihoz teraszhoz hasonló módon hozzáforrt forma. Valószínűleg ott keletkezett, ahol az olvadékvíz egy lejtő és a jégmező széle közé szorulva lelassult és elveszítette hordalékszállítási képességét. A kame-teraszok sokszor a helylábhoz illesztett mesterséges padnak tűnnek.
- Delta kame – Az jégperemi tavakba tavakba érkező olvadékvíz által épített lapos tetejű, meredek falú, csillag alakú forma.[2]

A szokatlanul meredek oldalú kame-ek az egykori jégmező szélével közvetlenül érintkező formák. A meredek oldalukat a jég támasztotta meg. Az ilyen meredek formáknál gyakran fordulnak elő földcsuszamlások, amelyek feltárják a forma belső szerkezetét.

## Elterjedés
Európa és Amerika északi tájain elterjedt forma. Elterjedtek Alberta és Wisconsin államokban, míg Európában főként Németország és Lengyelország északi tájain láthatóak.

## Külső hivatkozások
- Általános természetföldrajz; Nemzeti tankönyvkiadó; Budapest, 1998, ISBN 963-18-8928-9; 350. o.

## Fordítás
- Ez a szócikk részben vagy egészben  a   Kame című angol Wikipédia-szócikk ezen változatának fordításán alapul.  Az eredeti cikk szerkesztőit annak laptörténete sorolja fel. Ez a jelzés csupán a megfogalmazás eredetét és a szerzői jogokat jelzi, nem szolgál a cikkben szereplő információk forrásmegjelöléseként.